# دپارتمان (تقسیمات کشوری)

کشورهای استفاده‌کننده از واحد دپارتمان.

دپارتمان (انگلیسی: Department، (به فرانسوی: département)، (به اسپانیایی: departamento)) یا بخش نوعی از تقسیمات اداری است که در بسیاری از کشورها استفاده می‌شود. دپارتمان یا بخش، سطح اول تقسیمات اداری ۱۱ کشور (۹ کشور قاره آمریکا و ۲ کشور آفریقا) است و در ۱۰ کشور دیگر (۸ کشور آفریقایی، ۲ کشور آمریکایی و ۱ کشور اروپایی) نیز تقسیمات اداری سطح دوم می‌باشد.

## کشورهای استفاده‌کننده از واحد دپارتمان
کشورهای زیر از واحد دپارتمان (یا بخش) استفاده می‌کنند:
- Argentina*
- استان‌های بنین
- بخش‌های بولیوی
- Burkina Faso
- Cameroon
- Chad
- بخش‌های کلمبیا
- Republic of the Congo
- Côte d'Ivoire
- El Salvador
- دپارتمان‌های فرانسه
- Gabon
- Guatemala
- شهرستان‌های هائیتی
- Honduras
- Mauritania
- Nicaragua
- Niger
- Paraguay
- Peru**
- Senegal
- Uruguay
- بخش آلاسکا

*همه ایالت‌ها به جز ایالت بوئنوس آیرس

**در سال ۲۰۰۲ دپارتمان با منطقه‌های پرو جایگزین شد